# Zempassogo
Zempassogo, également orthographié Zèmpasgo, est une commune rurale située dans le département de Zorgho de la province du Ganzourgou dans la région Plateau-Central au Burkina Faso.

## Géographie
Zempassogo est situé à environ 7 km à l'ouest du centre de Zorgho, le chef-lieu du département et de la province. La localité est traversée au sud par la route nationale 4 reliant Ouagadougou à la frontière nigérienne.

## Économie
La localité est située sur la RN 4, profitant de ce fait des échanges entre ces centres commerciaux régionaux.

## Santé et éducation
Zempassogo accueille un centre de santé et de promotion sociale (CSPS) tandis que le centre médical avec antenne chirurgicale (CMA) se trouve à Zorgho.